# 中央人民政府轻工业部
中华人民共和国中央人民政府轻工业部是根据1949年9月27日中国人民政治协商会议第一届全体会议通过的《中华人民共和国中央人民政府组织法》第十八条的规定，于1949年11月1日设置的一个部门。1954年9月，第一届全国人民代表大会第一次会议在北京召开，会议通过了《中华人民共和国宪法》和《中华人民共和国国务院组织法》，成立中华人民共和国国务院。根据国务院《关于设立、调整中央和地方国家机关及有关事项的通知》，中央人民政府轻工业部即告结束。国务院按照《国务院组织法》的规定，将原中央人民政府轻工业部改为中华人民共和国轻工业部，接替相关工作，成为国务院的组成部门。

## 部门工作
按照相关规定，中央人民政府轻工业部在政务院财政经济委员会的指导下展开工作。负责全国范围内不属于重工业、燃料工业、纺织工业、食品工业四个部门管理的工业（以上四种工业分属重工业部、燃料工业部、纺织工业部和食品工业部四个部门管理）。

## 历史
中央人民政府轻工业部成立于1949年10月1日。
1950年12月，中央人民政府委员会第十次会议决定，撤销中央人民政府食品工业部，原该部负责的有关制糖、卷烟、油脂、酿酒及粮食加工等行业，均划归中央人民政府轻工业部负责管理（另水产加工及渔业划归中央人民政府农业部管理）。
1952年7月，中央人民政府决定，将原属中央人民政府财政部管辖的财政部盐务总局及其所管的制盐行业，划归中央人民政府轻工业部管理。同年8月7日，中央人民政府粮食部宣告成立，中央人民政府轻工业部所辖的粮食加工等相关工作转交粮食部管理。
中华人民共和国成立后的第一个“三年经济恢复时期”（1949年-1952年），中央人民政府轻工业部负责管理的行业中，私营工业占到80%-90%，国营工业也大都属于地方经营的性质。政府对轻工业的恢复和调整，重点是私营企业。政府通过工商行政、税务、商业等部门会商，确定计划和加工订货办法的方式进行管理。中央人民政府轻工业部所直属的企业很少，除了直接管理华北地区少数国营造纸厂之外，全国绝大部分轻工企业，分别由当时的各大行政区和各个省、市工业或轻工业部门负责管理。1952年11月，大行政区人民政府（军政委员会）改为行政委员会，作为中央人民政府的派出机构以后，原归其管理的部分轻工业企业，交由中央人民政府轻工业部直接领导。
1954年4月，中央人民政府决定，将中央人民政府商业部经营盐类运销业务的中国盐业公司并入中央人民政府轻工业部。轻工业所涉及的行业多、联系面广、地方性强，1954年之前，地方轻工业企业均由中央人民政府轻工业部归口管理。

## 组织结构
1950年时，中央人民政府轻工业部机关设置为办公厅和7个专业处：
- 中央人民政府轻工业部
  - 办公厅
  - 轻工业处
  - 食品工业处
  - 经理处
  - 计划处
  - 人事处
  - 财务处
  - 造纸工业管理处

## 历任部长
- 黄炎培（1949年10月-1954年9月）

## 副部长
- 杨卫玉（民主建国会）
- 龚饮冰（行政六级）
- 王新元（民主建国会）
- 高文华（原中国共产党湖南省委员会副书记，1952年11月）
- 宋劭文（原中央人民政府政务院财政经济委员会秘书长，1953年9月）